# Luft-Verkehrs-Gesellschaft
Luft-Verkehrs-Gesellschaft mbH (LVG) – niemiecki producent samolotów z pierwszej połowy XX w., jeden z największych producentów maszyn obserwacyjnych produkowanych dla lotnictwa niemieckiego w czasie I wojny światowej.
Przedsiębiorstwo założył w 1909 roku Artur Müller, w celu produkcji samolotów; firma była też operatorem sterowców. Początkowo oferowała m.in. loty wycieczkowe i usługi reklamowe z użyciem sterowców Parseval P.L. 6 i P.L. 9 „Charlotte” produkcji Luft-Fahrzeug-Gesellschaft (LFG). Pierwszy z jej statków powietrznych wykonał ponad 250 lotów, o łącznym dystansie 15 tys. km i przewożąc ok. 2300 pasażerów. Ta działalność przyczyniła się do ustalenia nazwy Luft-Verkehrs-Gesellschaft (co dosłownie oznacza „Spółka Ruchu Powietrznego”). Przed wojną LVG zaadaptowało też użytkowaną przez siebie wielką halę sterowców na potrzeby produkcji lotniczej (hala spłonęła w 1914 roku).
W 1912 roku firma rozpoczęła produkcję samolotów ze śmigłem pchającym na licencji Farmana, ale choć udało się jej sprzedać armii 7 sztuk do prób, wojsko nie było zainteresowane kolejnymi modelami, szybkimi jednopłatami w stylu Nieuporta (zwłaszcza gdy jeden z nich rozbił się, zabijając pilota). W końcu tego roku, niedawno zatrudniony szwajcarski inżynier, Franz Schneider rozpoczął projektowanie własnego samolotu, obserwacyjnego dwupłata, oblatanego w marcu 1913 roku, który otrzymał oznaczenie wojskowe LVG B.I. Luftstreitkräfte zamówiło kilka maszyn do testów, co pozwoliło LVG na rozbudowę działu produkcji. Po sukcesach maszyn serii próbnej w manewrach wojskowych lotnictwo powiększyło zamówienia aż do 113 maszyn w 1913 roku. W roku tym LVG zatrudniała 350 osób i dostarczyła 60 samolotów. Samolot LVG B.I stał się wzorem dla wszystkich niemal późniejszych konstrukcji tej klasy. Kolejną wersję, B.II, budowały na licencji także inne firmy. Wojsko zamawiało go jeszcze w 1917 roku – jego ostatnia wersja, B.III, była maszyną szkolną o wzmocnionej konstrukcji.
W 1915 roku LVG stworzyła pierwszy uzbrojony defensywnie samolot w niemieckiej służbie liniowej (tzw. klasy C), LVG C.I. Rozwojową wersję C.II budowały także AGO i Otto. Był to pierwszy samolot, który zbombardował Londyn. Oprócz lekkich samolotów obserwacyjno-bombowych, LVG zbudowało też serię prototypów myśliwców: jednopłatowego E.I i kilka dwupłatów (klasa D). Ponieważ nie odniosły one sukcesów, firma w końcu 1916 i pierwszej połowie 1917 roku budowała długie serie licencyjnych myśliwców Albatros D.II, bombowców Gotha G.III i obserwacyjnych DFW C.V.
Z DFW przeszedł do LVG Willy Sabersky-Müssigbrodt, który zastąpił Schneidera w roli głównego konstruktora. Zbudował on kolejne udane maszyny: C.V i C.VI. Były one solidne i popularne (tej ostatniej powstało ponad tysiąc egzemplarzy). Duże zamówienia spowodowały rozbudowę firmy: w maju 1918 roku LVG zatrudniała 3,5 tysiąca pracowników i dostarczyła wojsku 174 samoloty (tylko oddział berliński, nie licząc działu wodnosamolotów z Köslin). W czasie pierwszej wojny światowej przedsiębiorstwo Müllera wyprodukowało dla lotnictwa niemieckiego 5640 samolotów; jedynie Albatros zbudował więcej (6242 sztuki).

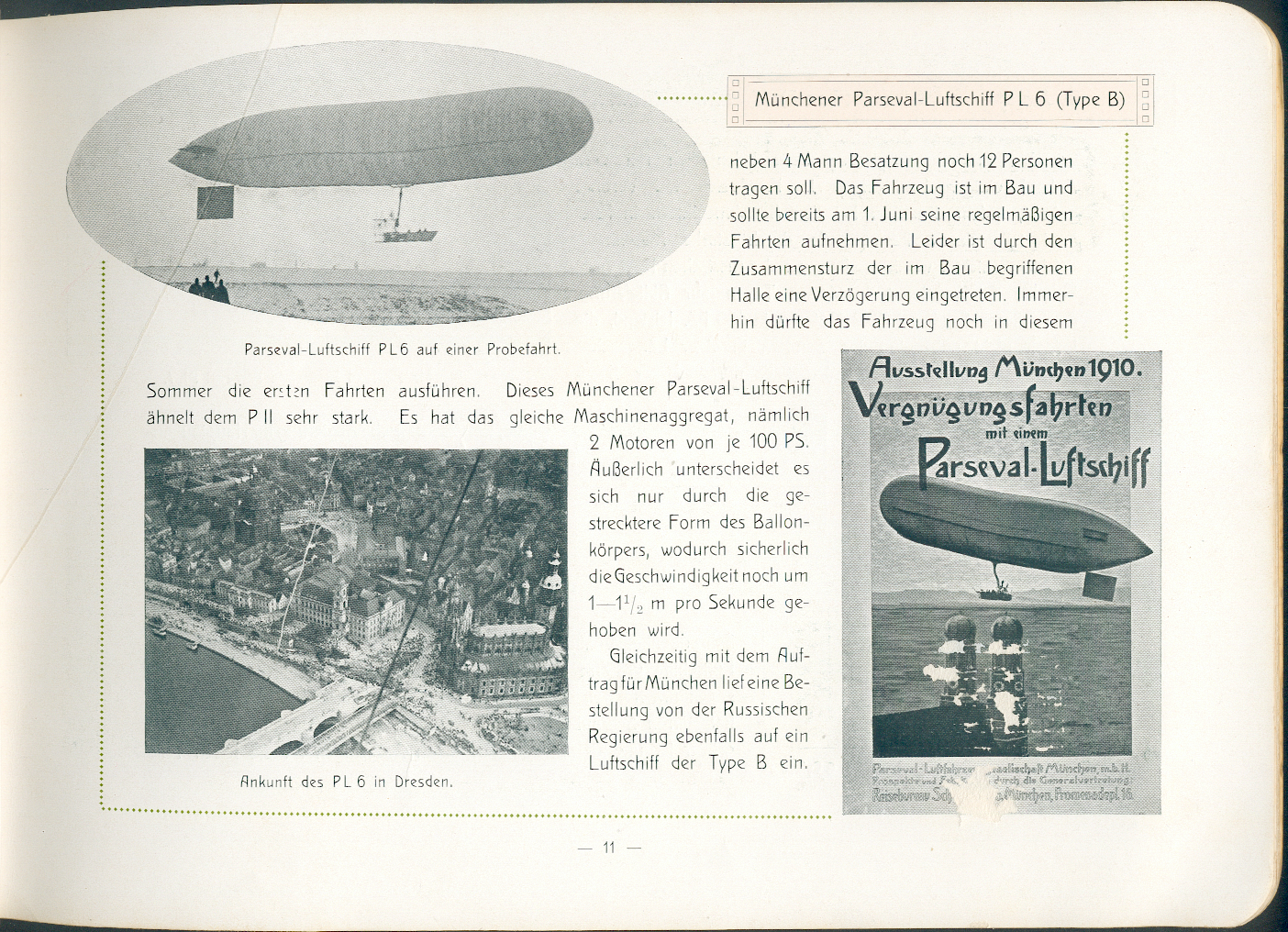
Sterowiec P.L. 6, należący do LVG
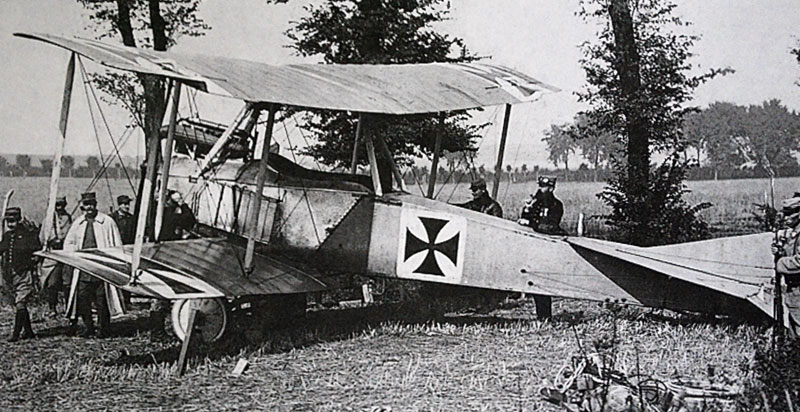
LVG B.I, nieuzbrojony samolot obserwacyjny
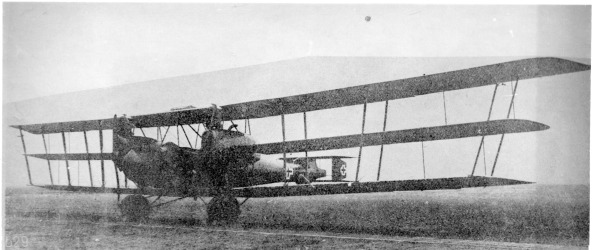
Trójpłatowy bombowiec G.III
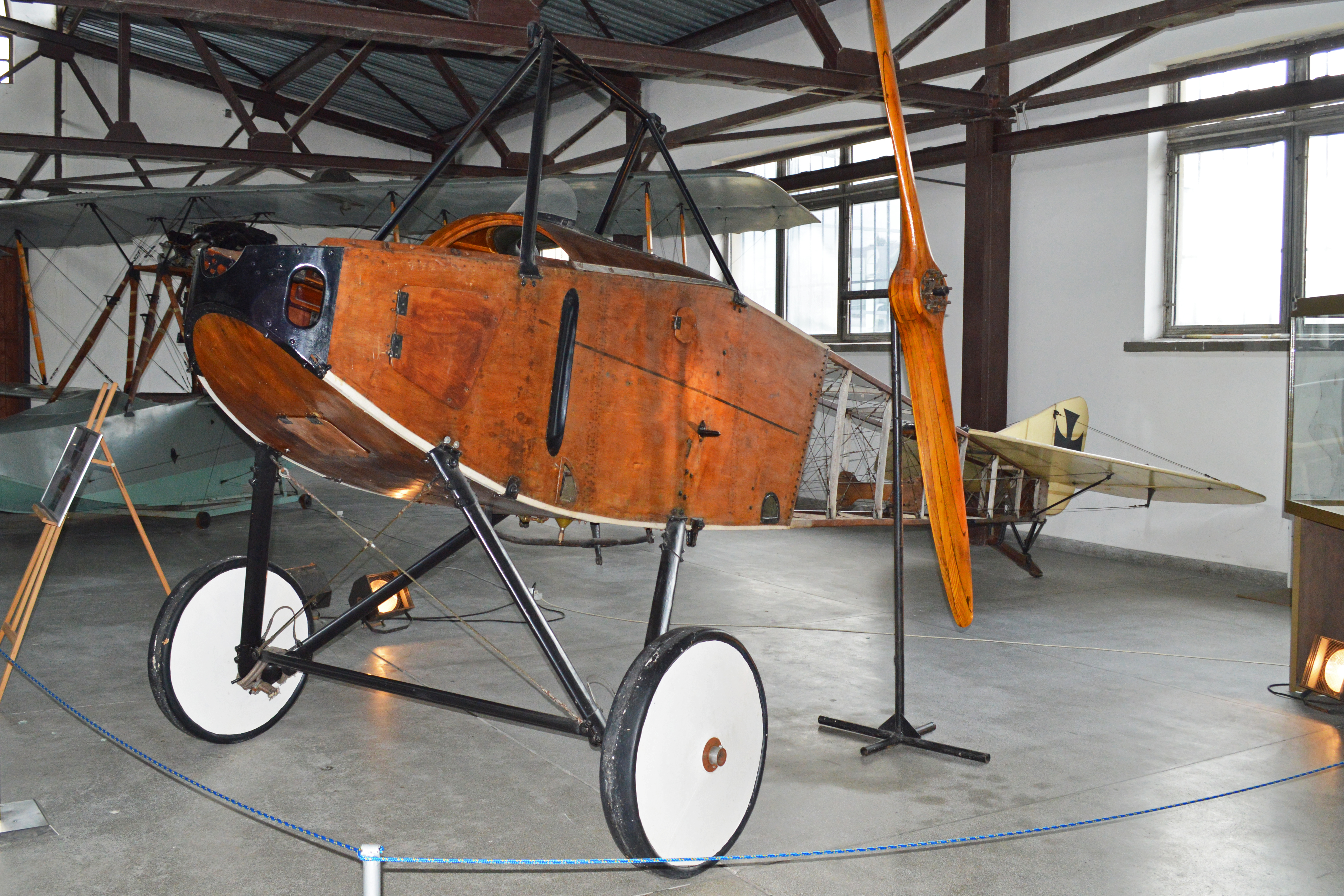
Zachowany kadłub LVG B.II w Muzeum Lotnictwa Polskiego w Krakowie